# Зорянский сельский совет (Запорожская область)
Зорянский сельский совет (укр. Зорянська  сільська рада) — входит в состав Розовского района Запорожской области Украины.
Ранее носил название «Карло-Либкнехтовский сельский совет», в соответствии с «законом о декоммунизации» 2 августа 2016 года переименован в Зорянский (Зарянский) сельсовет.
Административный центр сельского совета находится в селе Заря (до 2016 года — с. Карла Либкнехта).

## Состав сельсовета
В состав сельсовета входят 12 депутатов, по результатам местных выборов 25 октября 2015 года избрано 6 депутатов от «Оппозиционного блока» и 6 самовыдвиженцев.

## Населённые пункты совета
В состав сельсовета входит 3 населённых пункта:
- с. Заря
- с. Новгород
- с. Святотроицкое